# XXVI Festival Internacional de la Canción de Viña del Mar
El XXVI Festival de la Canción de Viña del Mar o simplemente  Viña '85, se realizó del 13 al 18 de febrero de 1985 en el anfiteatro de la Quinta Vergara, en Viña del Mar, Chile. Fue transmitido por Televisión Nacional de Chile y animado por Antonio Vodanovic y coanimado por Paulina Nin de Cardona.

## Artistas invitados
- Dulce
- Luis Miguel
- Mirla Castellanos
- Amanda Miguel
- María Conchita Alonso
- Diego Verdaguer
- John Denver
- José Feliciano
- Dyango
- Bafona
- Bravo
- Rita Lee
- Maitén Montenegro
- Fernando Ubiergo
- Mandolino
- Pujillay
- Raúl di Blasio
- Miguel Gallardo
- María Marta Serra Lima
- Krokus
- Nazareth

## Curiosidades
- Pese a que Australia es un país de habla inglesa, el tema, que fue ganador de la competencia internacional, fue interpretado en español. El autor consideró que su canción no merecía ser la triunfadora, sino la chilena, y al final entre todos los presentes en el escenario la cantaron a capela.[1]
- Tras un año 1984 plagado de manifestaciones y protestas, y ante la crisis política que se avecinaba por la inminente salida de Sergio Onofre Jarpa del Ministerio del Interior, que finalmente tuvo lugar un día antes de comenzar el evento, la dictadura militar buscó una forma rápida de desviar la atención. Para ello requirió a la organización la traída de un artista de talla mundial, sin importar su precio, que tuviera disponibilidad inmediata para viajar a Chile. Eso explica la visita de John Denver al Festival de Viña.[2]
- En una situación similar a la del año anterior, el comité tuvo conversaciones con los ejecutivos de Epic Records para que Michael Jackson viniera a actuar al certamen, dado el impacto que tuvo en ese tiempo la canción Thriller, pero el canal no aceptó la cifra.[3]
- La venida de Luis Miguel fue una de las más recordadas, en una actuación donde cantó a dúo con Andrea Tessa su canción Me gustas tal como eres.
- En las tribunas de la Quinta Vergara irrumpe el mono "Don Cirildo", quien se encarga de dialogar con el animador y con el público, pero este lo abuchea por la lentitud de sus intervenciones. La voz que dio vida a Don Cirildo fue interpretada por el actor Mario Montilles.
- Uno de los más abucheados fue el cantautor español Miguel Gallardo, quien luego de dedicar al público la canción Muchachita y cambiar su título a "chilenita", El Monstruo le respondió al estribillo del tema Corazón con un popular improperio.
- Otra vez se vio la imprevisibilidad del Monstruo: el cantante español Dyango recibió un fuerte abucheo durante su presentación, la que debió terminar anticipadamente. El año anterior había sido recibido calurosamente por el mismo público.
- Se tenía planeado traer a la banda de rock alemana Scorpions luego de su actuación en el festival Rock in Rio, celebrado unas semanas antes en Brasil, pero la organización no quiso aceptar la cifra ofrecida para traer a la banda.
- Ese año estuvieron dos bandas exponentes de heavy metal y hard rock: los suizos Krokus y los escoceses Nazareth considerados los grupos de rock más pesado que han estado sobre el escenario de la Quinta Vergara.
- La canción representante de México "Parece" interpretada por la cantante no vidente Crystal, que figuró en el 2º lugar, fue compuesta por el entonces connotado y luego muy controversial productor musical Sergio Andrade, quien incluso dirigió la orquesta del Festival en la interpretación. Posteriormente una versión fue grabada por la cantante argentina María Marta Serra Lima, artista invitada de ese año.
- La canción representante de Irlanda "Espera que llegue el fin de semana", interpretada por Flo McSweeney,[4] meses más tarde sería la canción representante del mismo país en el Festival de Eurovisión de ese año en la voz de Maria Christian, logrando el 6° lugar.[5]
- Durante una de sus noches, comienzan a notarse una serie de movimientos telúricos, que no afectan el Certamen, que posteriormente llevarían a un terremoto el 3 de marzo de 1985.

## Jurado Internacional
- Mirla Castellanos (presidenta del jurado)
- Alicia Puccio
- Diego Verdaguer
- María Martha Serra Lima
- Gloria Simonetti
- Ray Evans
- Sandra Ramírez
- Dulce
- Harry de Groot
- Andrea Tessa
- Nohemí
- Gloria Benavides
- Chen Yixin
- Betty Pino
- María Conchita Alonso

## Competencias
Internacional:
- 1.er lugar:  Australia, Ya no puedo más, de K. C. Porter/Chris Turner/Lorenzo Toppano, interpretada por Lorenzo Toppano.[1]
- 2.º lugar:  México, Parece, de Sergio Andrade, interpretada por Crystal.[6]
- 3.er lugar:  Chile, Que cante la vida, escrita e interpretada por Alberto Plaza.
- Mejor intérprete:  Estados Unidos, Estamos girando ahora, escrita por Bob Christy e interpretada por Carl Anderson.

Folclórica:
- 1.er lugar: Reina del Tamarugal, de Manuel Veas y Luis Miranda, interpretada por Calichal.[7]